# 河北目擊事件

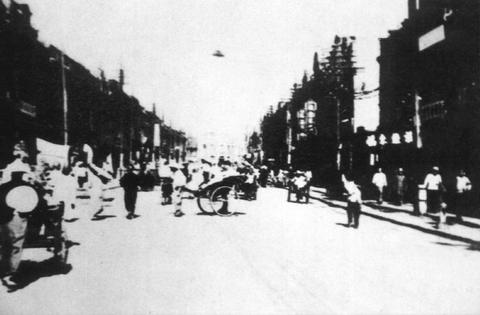
被認為是在1942年天津市拍攝的照片

河北目擊事件起源自一張1942年在中國河北省拍攝的照片，並且發現到有不明飞行物在照片內。

## 發現
一名日本学生翻閱他父親收集的二戰相片時，意外發現一張有不明飞行物的照片。這些相片都是他父親向一名天津市的街道攝影師購買的。有些人認為這張照片是在1911年的天津市拍攝的，也有人認為它是在1942年拍攝的。之後，有人宣稱拍攝這張照片的街道攝影師是一名正在值勤中的美國軍人，甚至質疑照片內的不明飞行物只是一頂帽子。其他的懷疑人士認為可能只是一隻鸟或是吊掛在道路兩側电线杆的街燈。